# Campoplex hinziator
Campoplex hinziator là một loài tò vò trong họ Ichneumonidae.